# 죽음의 화면

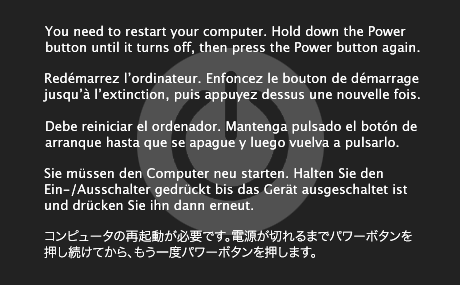
맥 오에스 텐 10.6 커널 패닉 화면

죽음의 화면(screens of death)이란, 운영체제에서 문제가 생기면 그것을 알려주기 위해서 나타나는 화면이다. 일종의 커널 패닉으로도 볼 수 있으며, 대표적으로 유명한 것은 블루스크린이다. 그리고 매킨토시 컴퓨터의 새드 맥도 유명하다.
그리고 운영체제의 문제를 알아내서 해결하는 것에도 쓰인다. 주로 Microsoft Windows 기반의 운영체제에서 나타나는 블루스크린이 이러한 용도로 쓰인다. 그러나 경우에 따라 도저히 해결하지 못할 정도의 문제가 일어나는 경우도 있다. 이럴 때 나타나는 죽음의 화면은 마이크로소프트 윈도우의 경우 레드 스크린이며, 매킨토시 컴퓨터의 경우는 블랙스크린이다.

## 같이 보기
- 블루스크린
- 레드스크린
- 퍼플스크린
- 블랙스크린